# آرتور نوریس
 آرتور نوریس (انگلیسی: Arthur Norris؛ زاده ) یک تنیس‌باز اهل بریتانیا بود.